# Dingana alaedeus
Dingana alaedeus là một loài bướm ngày thuộc họ Nymphalidae. Nó là loài duy nhất được tìm thấy ở high altitude vùng đồng cỏ in phần phía nam của the Mpumalanga province và from KwaZulu-Natal.
Sải cánh dài 51–55 mm đối với con đực và 50–54 mm đối với con cái. Con trưởng thành bay từ giữa tháng 10 đến tháng 12 (nhiều nhất vào tháng 11 hoặc tháng 12). Có một lứa một năm
Ấu trùng có thể ăn các loài Poaceae khác nhau. Ấu trùng ăn Pennisetum clandestinum.